# Who’s Afraid of Little Old Me?

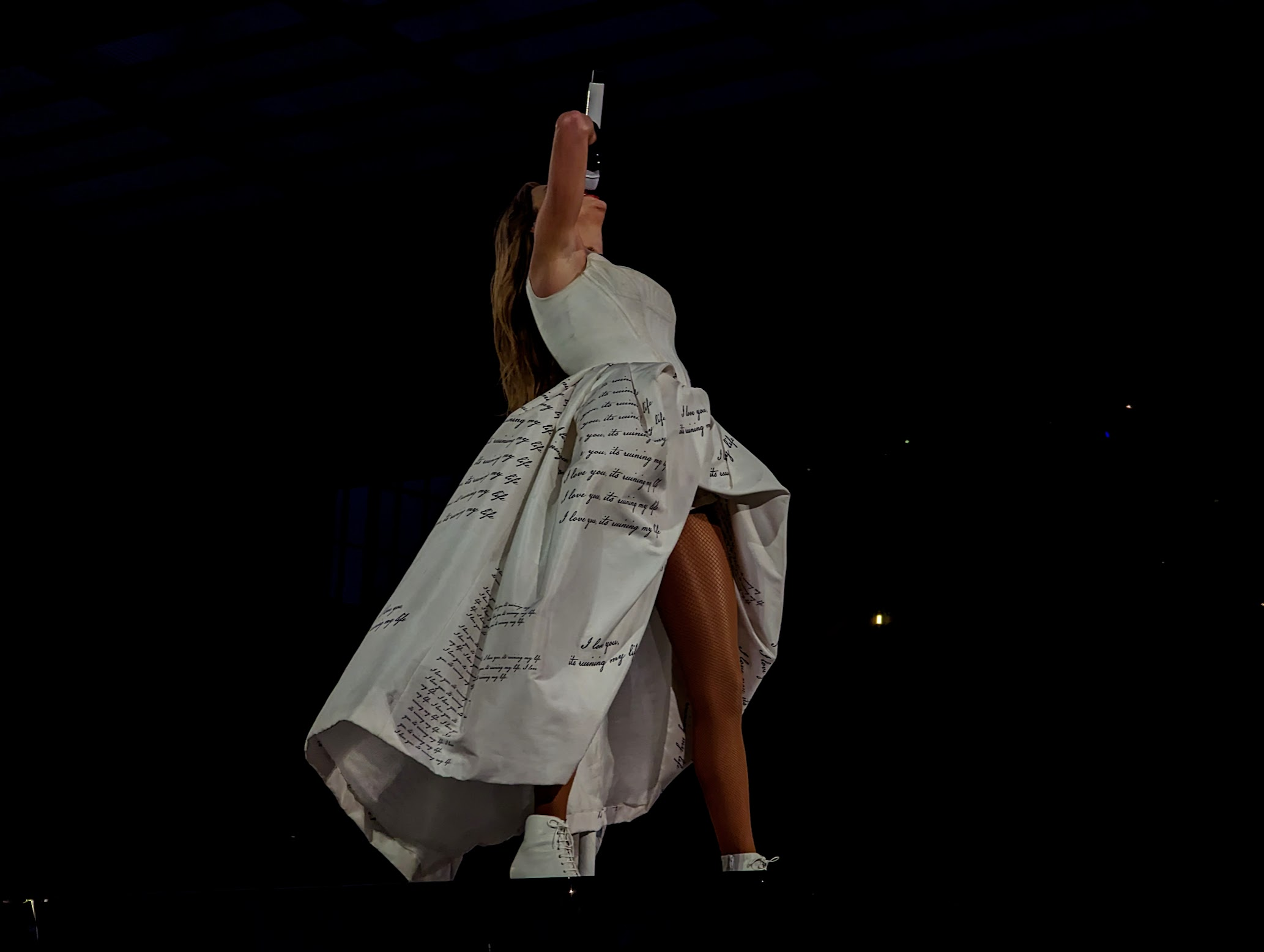
Свифт исполняет «Who's Afraid of Little Old Me?» на движущемся стеклянном блоке

«Who’s Afraid of Little Old Me?» — песня американской певицы и автора-исполнителя Тейлор Свифт. Она была выпущена 19 апреля 2024 года на лейбле Republic Records в качестве десятого трека её одиннадцатого студийного альбома The Tortured Poets Department (2024). Свифт и Джек Антонофф спродюсировали трек, в котором использовано густое эхо и струнные. Текст песни был вдохновлён горькими чувствами Свифт, когда она размышляла о её восхождении к славе в подростковом возрасте, и они сравнивают рассказчицу со злой ведьмой и пойманным в ловушку цирковым животным, подробно описывая, как её воспитание в приюте способствует её бессердечному и жестокому характеру.
Критика восприняла «Who’s Afraid of Little Old Me?» неоднозначно. Некоторые критики сочли тон песни тяжёлым, из-за чего её трудно слушать, а текст — запутанным, но другие высоко оценили музыкальные элементы и похвалили текст как язвительный и впечатляющий. Песня заняла девятое место в Billboard Global 200 и вошла в топ-10 в Австралии, Канаде, Новой Зеландии и США. Свифт исполнила её на концертах 2024 года в рамках своего тура Eras Tour.

## Композиция
В комментарии для Amazon Music Свифт вспомнила, что написала песню «Who’s Afraid of Little Old Me?» в одиночестве на фортепиано, находясь в горьком состоянии и размышляя о том, как её подростковый взлёт на вершину славы повлиял на её самоощущение. Она сказала, что «мир испытывает чувство собственности» по отношению к публичным личностям, что приводит к тому, что их легко критиковать за их поведение: «Мы подвергаем их аду. Мы смотрим, что они создают, а потом осуждаем это. Нам нравится наблюдать за тем, как артистам больно, часто до такой степени, что я думаю, иногда мы как общество провоцируем эту боль и просто наблюдаем за тем, что происходит». Свифт спродюсировала трек вместе с Джеком Антоноффом, который запрограммировал его и сыграл на таких инструментах, как синтезаторы (Juno, Moog, M1, Mellotron), ударные, бас, электрогитара, фортепиано и виолончель. Песня является десятым треком одиннадцатого студийного альбома Свифт The Tortured Poets Department, который был выпущен 19 апреля 2024 года на лейбле Republic Records.
«Who’s Afraid of Little Old Me?» — это чеймбер-поп-песня с плотным эхом и струнными и элементами южной готики. В бридже звучит резонирующий бас. В тексте подробно описывается восприятие Свифт её публичного образа. Песня начинается с противостояния Свифт своим критикам («Если вы хотели моей смерти, вам следовало просто сказать/ Ничто не заставляет меня чувствовать себя более живой») («If you wanted me dead, you should’ve just said / Nothing makes me feel more alive»), а в припеве она представляет себя ведьмой, которая выплёскивает свой гнев на город («Поэтому я спрыгиваю с виселицы и лечу над землёй по твоей улице / Порчу вечеринку, крича скрипучим голосом / Кто боится меня, бедняжку? / Это должен быть ты.») («So I leap from the gallows and I levitate down your street/ Crash the party like a record scratch as I scream/ 'Who’s afraid of little old me?'/ You should be»). В следующем куплете Свифт рассказывает о том, что выросла в «приюте», и выражает, как она становится холоднокровной перед лицом спекуляций на её личной жизни: «Я была ручной, я была ласковой, пока жизнь в цирке не сделала меня злой» («I was tame, I was gentle/ Til the circus life made me mean»). Она подробно описывает, как ей пришлось соответствовать культуре, в которой её воспитывали: «Вы учили меня, вы посадили меня в клетку, а потом назвали меня сумасшедшей» («You taught me, you caged me, and then you called me crazy»).
Несколько критиков сравнили тему песни с темой «Anti-Hero» (2022), трека о самокритике и ненависти Свифт к себе. Роб Шеффилд из Rolling Stone описал «Who’s Afraid of Little Old Me?» как «ужасно комичную гот-хоррор мелодраму о девичестве в Америке» и назвал её «злым близнецом» песни «Mirrorball» (2020), а также «отфильтрованной через» роман Мэри Шелли «Франкенштейн» 1818 года. Крейг Дженкинс из Vulture считает, что текст песни изображает «жажду сверхъестественной мести», которая напоминает о «процессах над ведьмами и Кэрри». Vogue Australia считает, что название песни является отсылкой к «Кто боится Вирджинии Вульф?», пьесе 1962 года о разрушенном браке.

## Отзывы
Песня «Who’s Afraid of Little Old Me?» получила неоднозначные отзывы. Несколько критиков отметили, что песня имеет тяжёлый тон, из-за которого её трудно слушать. Марк Сэвидж из BBC счёл тему «солёной и озорной», а звучание назвал «удушливым». Оливия Хорн из Pitchfork сочла лирические образы «запутанными», поскольку в треке Свифт изображена одновременно ведьмой и цирковым животным, а Джонатан Киф из Slant Magazine раскритиковал текст как излишне написанный (перегруженный), испортив попытку продемонстрировать Свифт в её «самом язвительном виде». В The New York Times Джон Парелес посетовал на то, что треку не хватает «игривого, но самоуничижительного оттенка» «Anti-Hero», из-за чего он «практически только грустный или злой» и, таким образом, скатывается к «подростковой мелочности», а Линдси Золадз нашла удивительным, что Свифт «не подмигивает», хотя «ловко играет с юмором и иронией в других частях своего каталога». Джон Вольмахер из Beats Per Minute назвал композицию «слишком театральной и в то же время lo-fi», а мстительную лирику — непонятной, учитывая «уважение и обожание [Свифт] со стороны прессы и слушателей».
В положительном ключе Джеффри Дэвис из PopMatters назвал трек лучшим в альбоме, написав, что он демонстрирует «порочный круг» недоброжелателей Свифт, «по-прежнему [предоставляя] ей достаточно боеприпасов для нового материала». Лора Снейпс из The Guardian считает, что «мстительный гнев» песни содержит некоторые из самых резких текстов Свифт, и считает её «заслуженно горьким, колким обновлением более милой и навязчивой „Anti-Hero“». Мария Шерман, написавшая для Associated Press, отметила, что альбом представляет собой сплав прошлых альбомов Свифт, а именно «музыкальной амбициозности» Folklore и Evermore (2020) и острой «чувствительности» Reputation (2017), но с большей глубиной и сложностью. Райан Фиш из The Hollywood Reporter поставил песню «Who’s Afraid of Little Old Me?» на четвёртое место из 31 трека альбома, посчитав изображение «ведьминской личности» Свифт убедительным и заявив, что в композиции есть хук, который «нужно кричать толпе на стадионе».

## Концертные исполнения
Свифт включила песню «Who’s Afraid of Little Old Me?» среди прочих композиций с альбома The Tortured Poets в обновлённый сет-лист своего шестого концертного тура, Eras Tour, начиная с концертов в Париже в мае 2024 года. Она исполнила песню, стоя на стеклянном блоке, который двигался по сцене. Clash написал, что Свифт «поднималась и летала по сцене», а The Scotsman описал, что она «фактически [левитировала] по нашей улице», назвав этот номер лучшим на концерте, поскольку он вызвал «наибольшее количество подпеваний за вечер». Billboard посчитал трек «живым выделением» среди недавно добавленных песен, отметив, что он является примером описания Свифт как «женской ярости: мюзикла».

## Участники записи
- Тейлор Свифт — вокал, автор, продюсер
- Джек Антонофф — программирование, виолончель, синтезатор, бас, электрогитара, гитара, меллотрон
- Шон Хатчинсон — ударные, инжиниринг
- Майкл Риддлбергер — перкуссия, инжиниринг
- Эван Смит — синтезатор, инжиниринг
- Зем Ауду — синтезатор, инжиниринг
- Майки Фридом Харт — синтезатор, инжиниринг
- Аарон Десснер — фортепиано
- Лаура Сиск — инженер звукозаписи
- Оли Джейкобс — инженер звукозаписи
- Джоуи Миллер — инженер звукозаписи
- Джонатан Лоу — инженер звукозаписи
- Джек Мэннинг — ассистент инженера звукозаписи
- Джон Шер — ассистент инженера звукозаписи
- Джесси Солон Снайдер — ассистент инженера звукозаписи
- Джо Колдуэлл — ассистент инженера звукозаписи
- Сербан Генеа — микширование
- Брайс Бордоне — инженер по микшированию
- Рэнди Меррилл — мастеринг

## Чарты
| Чарт (2024)                                | Высшая позиция |
| ------------------------------------------ | -------------- |
| Австралия (ARIA)                           | 9              |
| Бельгия (Billboard)                        | 25             |
| Бразилия (Brasil Hot 100)                  | 60             |
| Канада (Billboard Canadian Hot 100)        | 10             |
| Чехия (Singles Digitál Top 100)            | 44             |
| Дания (Tracklisten)                        | 31             |
| Франция (SNEP)                             | 90             |
| Мир (Billboard Global 200)                 | 9              |
| Греция (IFPI)                              | 16             |
| Литва (AGATA)                              | 55             |
| Люксембург (Billboard)                     | 23             |
| Новая Зеландия (Recorded Music NZ)         | 10             |
| Норвегия (VG-lista)                        | 38             |
| Филиппины (Billboard)                      | 20             |
| Португалия (AFP)                           | 22             |
| Сингапур (RIAS)                            | 14             |
| Испания (PROMUSICAE)                       | 70             |
| Швеция (Sverigetopplistan)                 | 39             |
| Швейцария (Streaming, Schweizer Hitparade) | 23             |
| США (Billboard Hot 100)                    | 9              |